# Dušan Vasiljević
Dušan Vasiljević (* 7. Mai 1982 in Belgrad) ist ein serbischer Fußballspieler.
Vasiljević spielte in seiner Jugendzeit neun Jahre beim Belgrader Klub FK Kolubara Lazarevac und wechselte 20-jährig in den montenegrinischen Teil des Landes zum Erstligaaufsteiger FK Mogren Budva. Trotz einer für den offensiven Mittelfeldspieler erfolgreichen Saison stand sein Klub am Ende der Saison abgeschlagen auf einem Abstiegsplatz. Er wechselte daraufhin im Sommer 2003 zum serbischen Erstligaklub FK Radnički Obrenovac. Für Obrenovac, die in dieser Saison aus der ersten Liga abstiegen, bestritt Vasiljević nur sechs Ligaspiele und wechselte anschließend ins Ausland zum ungarischen Erstligisten Békéscsabai 1912 Elöre FC. Auch Békéscsabai stieg am Saisonende aus der höchsten Spielklasse des Landes ab, womit Dušan Vasiljević drei Spielzeiten in Folge mit jeweils einem anderen Verein auf einem Abstiegsplatz abschloss.
Zur Saison 2005/06 schloss er sich mit Kaposvári Rákóczi FC einem weiteren ungarischen Erstligisten an, für den er in zweieinhalb Jahren 57 Erstligaspiele absolvierte (11 Tore). Zur Rückrunde der Saison 2007/08 wechselte Vasiljević für eine unbekannte Ablösesumme zum deutschen Bundesligisten Energie Cottbus. Nach dem Bundesligaabstieg der Cottbuser 2009 wurde sein bis 2011 laufender Vertrag in gegenseitigem Einvernehmen vorzeitig aufgelöst. Ende Juli 2009 wurde Vasiljević vom tschechischen Meister Slavia Prag verpflichtet.